# Bruno (calciatore 2001)
Bruno Conçeicão de Oliveira, meglio noto come Bruno (10 giugno 2001), è un calciatore brasiliano naturalizzato emiratino, centrocampista dell'Al-Jazira.

## Statistiche

### Presenze e reti nei club
Statistiche aggiornate al 11 ottobre 2024
| Stagione        | Squadra         | Campionato      | Campionato | Campionato | Coppe nazionali | Coppe nazionali | Coppe nazionali | Coppe continentali | Coppe continentali | Coppe continentali | Altre coppe | Altre coppe | Altre coppe | Totale | Totale |
| Stagione        | Squadra         | Comp            | Pres       | Reti       | Comp            | Pres            | Reti            | Comp               | Pres               | Reti               | Comp        | Pres        | Reti        | Pres   | Reti   |
| --------------- | --------------- | --------------- | ---------- | ---------- | --------------- | --------------- | --------------- | ------------------ | ------------------ | ------------------ | ----------- | ----------- | ----------- | ------ | ------ |
| 2019-2020       | Al-Jazira       | PL              | 6          | 0          | CEAU+CdL        | 1+3             | 0+1             | -                  | -                  | -                  | -           | -           | -           | 10     | 1      |
| 2020-2021       | Al-Jazira       | PL              | 17         | 1          | CEAU+CdL        | 1+2             | 0+1             | -                  | -                  | -                  | -           | -           | -           | 20     | 2      |
| 2021-2022       | Al-Jazira       | PL              | 21         | 2          | CEAU+CdL        | 1+4             | 0+2             | ACL                | 2                  | 0                  | Cmc+SEAU    | 2+1         | 1+0         | 31     | 5      |
| 2022-2023       | Al-Jazira       | PL              | 19         | 2          | CEAU+CdL        | 2+6             | 1+2             | -                  | -                  | -                  | -           | -           | -           | 27     | 5      |
| 2023-2024       | Al-Jazira       | PL              | 16         | 6          | CEAU+CdL        | 1+2             | 0+1             | -                  | -                  | -                  | -           | -           | -           | 19     | 7      |
| 2024-2025       | Al-Jazira       | PL              | 22         | 7          | CEAU+CdL        | 2+3             | 0+0             | -                  | -                  | -                  | -           | -           | -           | 27     | 7      |
| Totale carriera | Totale carriera | Totale carriera | 101        | 18         |                 | 28              | 8               |                    | 2                  | 0                  |             | 3           | 1           | 133    | 27     |

### Cronologia presenze e reti in nazionale
| Cronologia completa delle presenze e delle reti in nazionale ― Emirati Arabi Uniti | Cronologia completa delle presenze e delle reti in nazionale ― Emirati Arabi Uniti | Cronologia completa delle presenze e delle reti in nazionale ― Emirati Arabi Uniti | Cronologia completa delle presenze e delle reti in nazionale ― Emirati Arabi Uniti | Cronologia completa delle presenze e delle reti in nazionale ― Emirati Arabi Uniti | Cronologia completa delle presenze e delle reti in nazionale ― Emirati Arabi Uniti | Cronologia completa delle presenze e delle reti in nazionale ― Emirati Arabi Uniti | Cronologia completa delle presenze e delle reti in nazionale ― Emirati Arabi Uniti |
| Data                                                                               | Città                                                                              | In casa                                                                            | Risultato                                                                          | Ospiti                                                                             | Competizione                                                                       | Reti                                                                               | Note                                                                               |
| ---------------------------------------------------------------------------------- | ---------------------------------------------------------------------------------- | ---------------------------------------------------------------------------------- | ---------------------------------------------------------------------------------- | ---------------------------------------------------------------------------------- | ---------------------------------------------------------------------------------- | ---------------------------------------------------------------------------------- | ---------------------------------------------------------------------------------- |
| 10-10-2024                                                                         | Al-'Ayn                                                                            | Emirati Arabi Uniti                                                                | 1 – 1                                                                              | Corea del Nord                                                                     | Qual. Mondiali 2026                                                                | -                                                                                  | 76’                                                                                |
| Totale                                                                             |                                                                                    | Presenze                                                                           | 1                                                                                  |                                                                                    | Reti                                                                               | 0                                                                                  |                                                                                    |

## Palmarès

### Club

#### Competizioni nazionali
- Campionato emiratino: 1 :

Al-Jazira: 2020-2021
- UAE Super Cup: 1 :

Al-Jazira: 2021
- UAE League Cup: 1

Al-Jazira: 2024-2025